# Puerto Aroma
Puerto Aroma (auch: Puerto Jaruma) ist eine Ortschaft im Departamento La Paz im südamerikanischen Anden-Staat Bolivien.

## Lage im Nahraum
Puerto Aroma ist zentraler Ort des Kanton Aroma und größte Ortschaft des Municipio Chacarilla in der Provinz Gualberto Villarroel. Die Ortschaft liegt auf einer Höhe von 3798 m am linken Ufer des Río Desaguadero, der den Titicaca-See mit dem Poopó-See verbindet.

## Geographie
Puerto Aroma liegt auf dem bolivianischen Altiplano zwischen den Anden-Gebirgsketten der Cordillera Occidental im Westen und der Cordillera Central im Osten. Das Klima der Region ist ein typisches Tageszeitenklima, bei dem die mittlere Schwankung der Tag- und Nachttemperaturen deutlicher ausfällt als die der jahreszeitlichen Schwankungen.
Die Jahresdurchschnittstemperatur der Region liegt bei 8 bis 9 °C (siehe Klimadiagramm Callapa), die Monatswerte schwanken nur unwesentlich zwischen 5 °C im Juli und gut 10 °C von November bis März. Der Jahresniederschlag beträgt knapp 400 mm, die Monatsniederschläge liegen zwischen unter 10 mm in den Monaten Mai bis August und bei 100 mm im Dezember.

## Verkehrsnetz
Puerto Aroma liegt in einer Entfernung von 145 Straßenkilometern südlich von La Paz, der Hauptstadt des gleichnamigen Departamentos.
Von La Paz aus führt die asphaltierte Nationalstraße Ruta 2 bis El Alto, von dort die Ruta 1 in südlicher Richtung als Asphaltstraße bis Patacamaya. Von dort aus führt die Ruta 4 über siebzehn Kilometer bis Cañaviri und weitere acht Kilometer in südwestlicher Richtung bis zu einer ost-westlich verlaufenden Schichtstufe, die hier eine Höhe von 3950 m aufweist. Vom Rand dieser Schichtstufe aus führt eine unbefestigte Piste nach Süden bis Puerto Aroma.

## Bevölkerung
Die Einwohnerzahl der Ortschaft ist in den vergangenen beiden Jahrzehnten auf fast das Doppelte angestiegen:
| Jahr | Einwohner | Quelle       |
| ---- | --------- | ------------ |
| 1992 | 129       | Volkszählung |
| 2001 | 205       | Volkszählung |
| 2012 | 232       | Volkszählung |
| 2024 |           | Volkszählung |

Die Region weist einen hohen Anteil an Aymara-Bevölkerung auf, im Municipio Chacarilla sprechen 97,0 Prozent der Bevölkerung die Aymara-Sprache.